# Muscio
Pour les articles homonymes, voir Muscio (homonymie).
Muscio, Mustio ou Moschion (grec : Μοσχιωνος) est un naturaliste et anatomiste du Ve ou du VIe siècle, peut-être originaire d'Afrique du nord ou de Grèce, et auteur présumé du Gynaecia, un ouvrage fondateur de la gynécologie médiévale.

## Vie
Avec Caelius Aurélien, Muscio est un des seuls médecins connus de l'Antiquité tardive à traiter de l'anatomie des femmes, et particulièrement de la procréation. Il est peut-être d'origine grecque, ou des provinces d'Afriques ; son langage est typiquement hellénophone, affectionnant les mots rares et les hellénismes. De sa vie, voire de la forme correcte de son nom, nous ne savons rien d'autre, et peut-être est-il même un pseudonyme.

## Œuvre

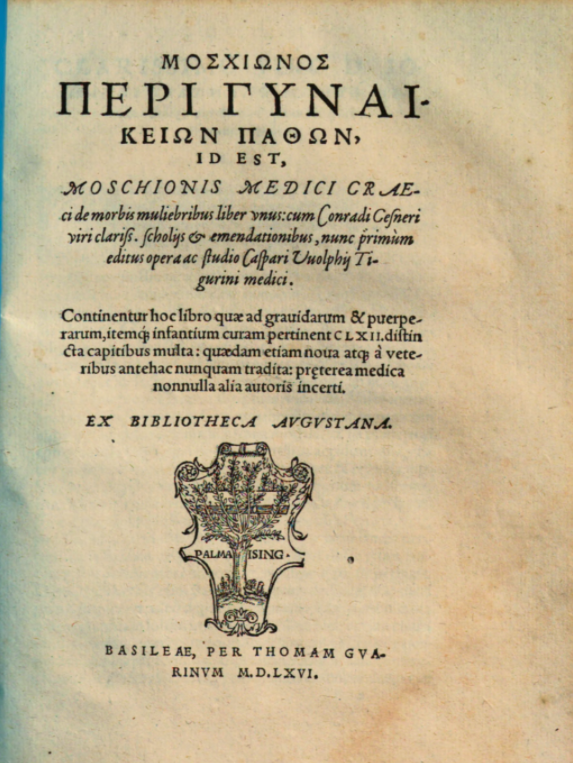
Le De Morbis Mulierum et autres œuvres de Muscio (impression de 1566).

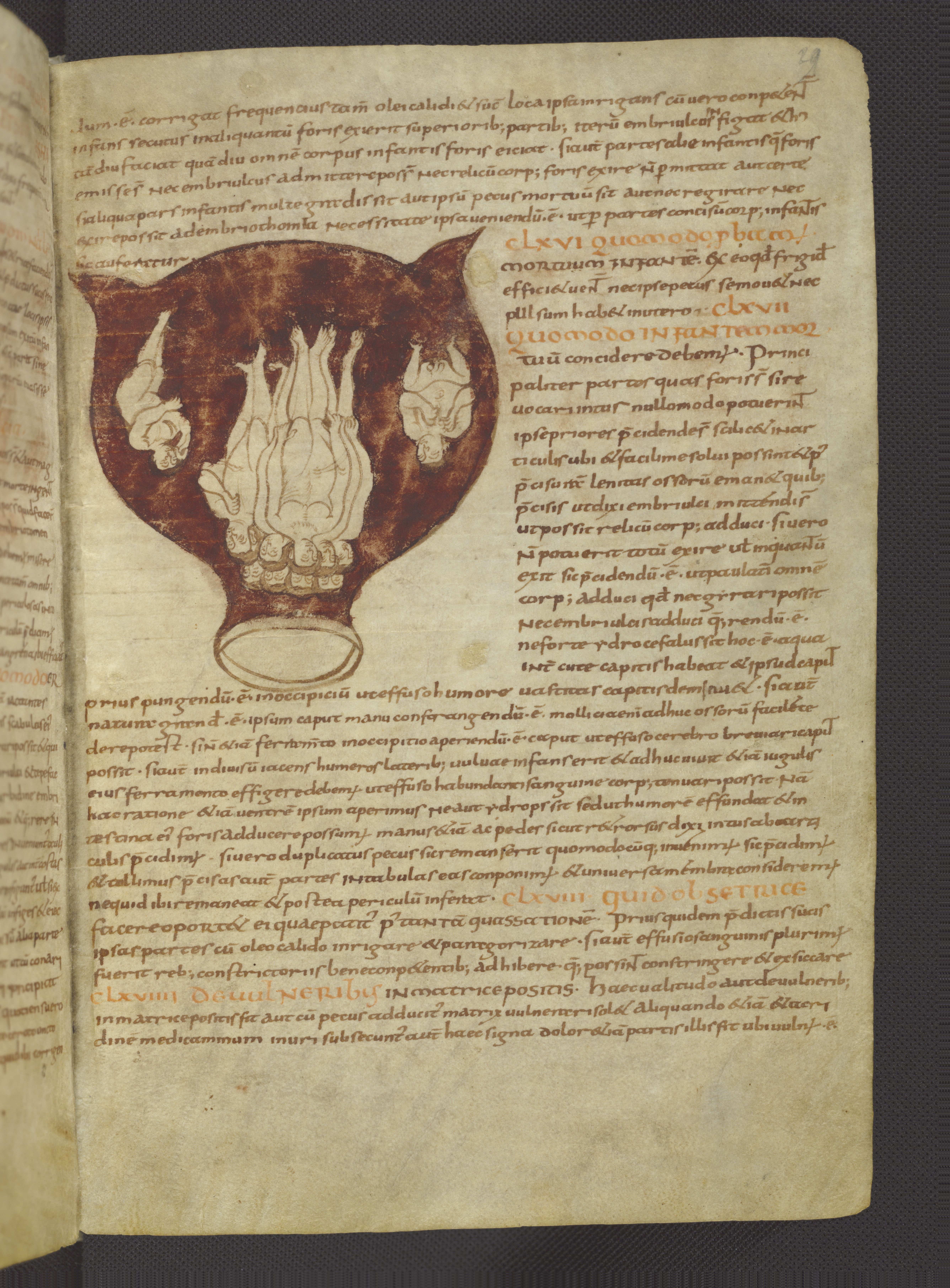
Schéma d'un utérus dans le Gynaecia (manuscrit du Xe siècle).

Outre le Gynaecia, on lui attribue généralement :
- Opera
- De Bisexto
- De Generatione Hominis
- de Morbis Mulierum

Le Gynaecia (ou De aegritudinibus mulierum, sive Non omnes quidem) est largement inspiré, comme le Gynaecia de Caelius Aurélien, des écrits du médecin Soranos d'Éphèse, contemporain d'Hadrien et de Trajan. En somme, les connaissances gynécologiques ont bien peu évolué entre le IIe et le VIe siècle ; elles demeureront du reste dans un schéma de connaissances immuables et surannées jusqu'aux écrits d'Eucharius Rösslin, à la Renaissance. Le caractère "synthétique" de l'ouvrage est assumé par l'auteur, qui déclare vouloir enseigner l'art de l'obstétrique, de la gynécologie et de la pédiatrie à des sages-femmes sans éducation sous forme de questions-réponses, modèle aidant l'apprentissage par cœur.
« Quae est melior obstetrix ? [...] Non iracunda nec turbulenta, compatiens, solida, pudica, arguta, quieta, prudens, animosa, nec avara. »
« Qui est la meilleure des accoucheuses ? [...] [une femme] ni colérique ni turbulente, mais compatissante, forte, modeste, astucieuse, calme, prudente, courageuse, et pas avare. »
La plupart des manuscrits du Gynaecia, peu nombreux, sont assez tardifs : le XIIIe siècle ou plus tard pour beaucoup (MS. Rawl. C. 671, MS. Ashmole 399...) et, de fait, la datation exacte du texte original n'en est pas facilitée.